# Tour de France 2011/20. Etappe
Die 20. Etappe der Tour de France 2011 am 23. Juli war das einzige Einzelzeitfahren dieser Tour de France. Es führte über 42,5 Kilometer und hügeliges Gelände rund um Grenoble. Es gab drei Zwischenzeitnahmen bei Kilometer 15 sowie bei 27,5 und 37,5.

## Rennverlauf
Fabio Sabatini, Letzter der Gesamtwertung, eröffnete das Rennen. Es war allerdings Danny Pate, der als Erster im Ziel ankam, nachdem er Sabatini und auch Andrey Amador auf der Einzelzeitfahrstrecke überholt hatte, und die erste Referenzzeit aufstellte. Maciej Bodnar unterbot zwar die ersten beiden Zwischenzeiten von Pate, lag jedoch bei der letzten Zwischenzeit und im Ziel hinter ihm. Die nächste Bestzeit lieferte Lieuwe Westra. Diese hielt, bis Fabian Cancellara ins Ziel kam, der für die Strecke 57:15 Minuten benötigte, was einem Stundenmittel von 44,54 km/h entsprach. Eine bessere Zeit von ihm wurde durch zeitweiligen Regen und ungenaue Streckenkenntnis seinerseits verhindert.
Hinter Cancellara ordneten sich Kristijan Koren und Adriano Malori ein. Als der Regen aufhörte und die Strecke wieder abtrocknete, schafften es nacheinander Richie Porte und Thomas De Gendt, Cancellaras Bestzeit zu unterbieten. Edvald Boasson Hagen erreichte nur an der ersten Zwischenzeitmessung eine neue Bestleistung, fiel danach aber wegen eines Radwechsels wieder zurück. Die Bestzeit von De Gendt wurde später von Tony Martin deutlich unterboten. Er fuhr die Strecke in einer Zeit von 55:34 Minuten, die bis zum Ende nicht mehr unterboten werden sollte und ihm so zum Tagessieg gereichte.
Nun ging es um den Toursieg: Cadel Evans, vor der Etappe Dritter der Gesamtwertung, nahm dem zuletzt gestarteten Andy Schleck Sekunde um Sekunde ab und kam mit einem Rückstand von nur sieben Sekunden auf Martin ins Ziel. Den dritten Platz der Etappe erreichte Vorjahressieger Alberto Contador, der eine knappe Minute langsamer als Evans war. Andy Schleck kam schließlich mit einem Rückstand von 2:38 Minuten auf den Tagessieger bzw. von 2:31 Minuten auf Evans ins Ziel, wodurch sich sein Vorsprung von 57 Sekunden in einen Rückstand von 1:34 Minuten verwandelte. In der Nachwuchswertung verteidigte Pierre Rolland das Weiße Trikot vor Rein Taaramäe, auf den er 47 Sekunden verlor und so 46 Sekunden Vorsprung rettete.

## Zwischenzeiten
| Vizille Zwischenzeit 1 nach 15 km auf 286 m |             |                            |             |
| 1.                                          | Deutschland | Tony Martin (THR)          | 20:12 min   |
| 2.                                          | Spanien     | Alberto Contador (SBS)     | + 00:21 min |
| 3.                                          | Australien  | Cadel Evans (BMC)          | + 00:21 min |
| 4.                                          | Norwegen    | Edvald Boasson Hagen (SKY) | + 00:22 min |
| 5.                                          | Belgien     | Thomas De Gendt (VCD)      | + 00:25 min |
| 6.                                          | Schweiz     | Fabian Cancellara (LEO)    | + 00:30 min |
| 7.                                          | Slowakei    | Peter Velits (THR)         | + 00:30 min |
| 8.                                          | Slowenien   | Kristijan Koren (LIQ)      | + 00:40 min |
| 9.                                          | Estland     | Rein Taaramäe (COF)        | + 00:43 min |
| 10.                                         | Spanien     | Samuel Sánchez (EUS)       | + 00:44 min |

| Saint-Martin-d’Uriage Zwischenzeit 2 nach 27,5 km auf 593 m |             |                              |             |
| 1.                                                          | Deutschland | Tony Martin (THR)            | 40:26 min   |
| 2.                                                          | Australien  | Cadel Evans (BMC)            | + 00:07 min |
| 3.                                                          | Belgien     | Thomas De Gendt (VCD)        | + 00:38 min |
| 4.                                                          | Spanien     | Alberto Contador (SBS)       | + 00:38 min |
| 5.                                                          | Schweiz     | Fabian Cancellara (LEO)      | + 01:02 min |
| 6.                                                          | Australien  | Richie Porte (SBS)           | + 01:03 min |
| 7.                                                          | Spanien     | Samuel Sánchez (EUS)         | + 01:08 min |
| 8.                                                          | Frankreich  | Jean-Christophe Péraud (ALM) | + 01:13 min |
| 9.                                                          | Slowenien   | Kristijan Koren (LIQ)        | + 01:19 min |
| 10.                                                         | Estland     | Rein Taaramäe (COF)          | + 01:26 min |

| Saint-Martin-d’Hères Zwischenzeit 3 nach 37,5 km auf 233 m |             |                              |             |
| 1.                                                         | Deutschland | Tony Martin (THR)            | 49:53 min   |
| 2.                                                         | Australien  | Cadel Evans (BMC)            | + 00:02 min |
| 3.                                                         | Spanien     | Alberto Contador (SBS)       | + 00:53 min |
| 4.                                                         | Belgien     | Thomas De Gendt (VCD)        | + 01:06 min |
| 5.                                                         | Spanien     | Samuel Sánchez (EUS)         | + 01:19 min |
| 6.                                                         | Australien  | Richie Porte (SBS)           | + 01:24 min |
| 7.                                                         | Frankreich  | Jean-Christophe Péraud (ALM) | + 01:26 min |
| 8.                                                         | Schweiz     | Fabian Cancellara (LEO)      | + 01:29 min |
| 9.                                                         | Norwegen    | Edvald Boasson Hagen (SKY)   | + 01:42 min |
| 10.                                                        | Slowakei    | Peter Velits (THR)           | + 01:46 min |